# Fujiko Kano
Pour les articles homonymes, voir Fujiko et Kano.
Fujiko Kano (叶 不二子, Kano Fujiko), née le 18 avril 1972 à Fukuoka, est une actrice pornographique japonaise d'ascendance mongole.

## Biographie et carrière
Éduquée par ses parents d'une manière stricte Fujiko Kano s'intéresse au sexe dès l'âge de cinq ans lorsqu'elle tombe accidentellement sur une revue masculine du genre de Play Boy . À l'adolescence, elle s'adonne aux plaisirs charnels avec de jeunes filles japonaises et américaines.
Elle commence par exercer la profession de porteuse de caddy dans un club de golf féminin pendant une année. Elle trouve ensuite du travail dans un night club à Fukuoka d'abord comme hôtesse puis comme stripteaseuse. Elle est alors âgée de 22 ans. Au bout de quatre ans, lassée par ce travail, elle s'oriente vers le film pornographique à l'âge de 26 ans.
Remarquée par un réalisateur de films vidéo pornographiques, Kano commence par tourner un bukkake en 1999 au Japon puis enchaîne quelque six ou sept films pornographiques toujours au Japon. Sa carrière n'est véritablement lancée qu'en 2000 par le film East Meets West 3, tourné à Los Angeles, dans lequel elle s'adonne à une scène de sodomie. Elle dit avoir été dans des soaplands pour que des Geishas lui enseignent l'art de faire prendre du plaisir indifféremment à un homme ou à une femme (cette déclaration est sujette à caution car les Geishas ne travaillent pratiquement jamais dans l'industrie du sexe et sont, de plus, hors de prix). Elle dit également avoir construit son nom d'emprunt par elle-même à partir du mot « fujiko » qui veut dire « une sorte de » et « kano » « rêve devenu réalité ». Elle est très appréciée pour les nombreuses scènes de sodomie qui émaillent sa carrière pornographique.
Elle porte habituellement une lingerie noire dans ses films.
Kano a également posé pour des revues et des albums photos dont le plus apprécié s'intitule No Man's Land Asian Edition 3.
Elle a récemment fait une apparition dans Wicked Pussy Cat, clip vidéo de heavy metal traditionnel par le chanteur américain Glenn Danzig. Elle est également connue pour militer au sein d'une organisation féministe, la Women's Extreme Wrestling
Elle renseigne sur les vidéos qu'elle a tournées, sur demande dans son blog.
Elle vit actuellement aux États-Unis et, d'après le blog de myasianpornstars, elle serait actuellement en ménage avec Glenn Danzig.

## Filmographie (restreinte)
"East Meets West #3"

"Geisha Gusher"

"Interracial Anal Vacation #2"

"Service Animals#6"

"United Colors of Ass #9"

"No Man's Land Asian #3"

"Me Luv U Long Time"

"Straight to the A #1"

"Honey Buns"

"Perfect"

“More Dirty Debutantes 2002 #213”

“Backseat Driver #15”

“Barely Used #3”